# Васіле Цанцу
Васіле Цанцу (1 березня 1882, Городиштея, Бессарабська губернія — 30 січня 1937, Ясси) — депутат Сфатул Церій, органу законодавчої влади в Молдавській Демократичній Республіці в період 1917 року. -1918 рік.

## Освіта
Початкову школу закінчив у рідному селі.
Навчався в сільськогосподарській школі, став учителем.
Закінчив офіцерську школу, став підпоручиком запасу.

## Політична діяльність
Наприкінці червня 1917 року на Румунському фронті разом із молодими солдатами заснував Військовий комітет з базою в Яссах. Він був секретарем створеного комітету і в цій якості 31 серпня разом з А. Скобіолою підписав і надіслав звернення від комітету до уряду земств. На тлі початку навчального року вони запропонували привезти вчителів із ґрунтовними знаннями румунської мови та літератури з Трансільванії та Буковини в Росії чи то як біженців, чи як полонених.
Прийнято рішення, що Васіле Шанту буде кандидатом у Російські Установчі Збори від Молдавських есерів. Це було рішення, прийняте під час зборів делегатів Румунського фронту, що відбулися 10, 11 і 12 жовтня 1917 року в Яссах. Вибори перенесли на 26, 27 і 28 листопада, а Шанту знову висунули.
На військовому з'їзді 20 жовтня, коли президентом було обрано В. Циєвського, секретарями були св. Холбан і Васіле Шанту. На зборах, які відбулися того ж дня, Шанту виступає з промовою разом із усією групою сепаратистів. На з'їзді було обрано офіс, який мав займатися організацією Сфатул Церій, президентом якої був Василе Шанту. Він також був заступником начальника штабу.

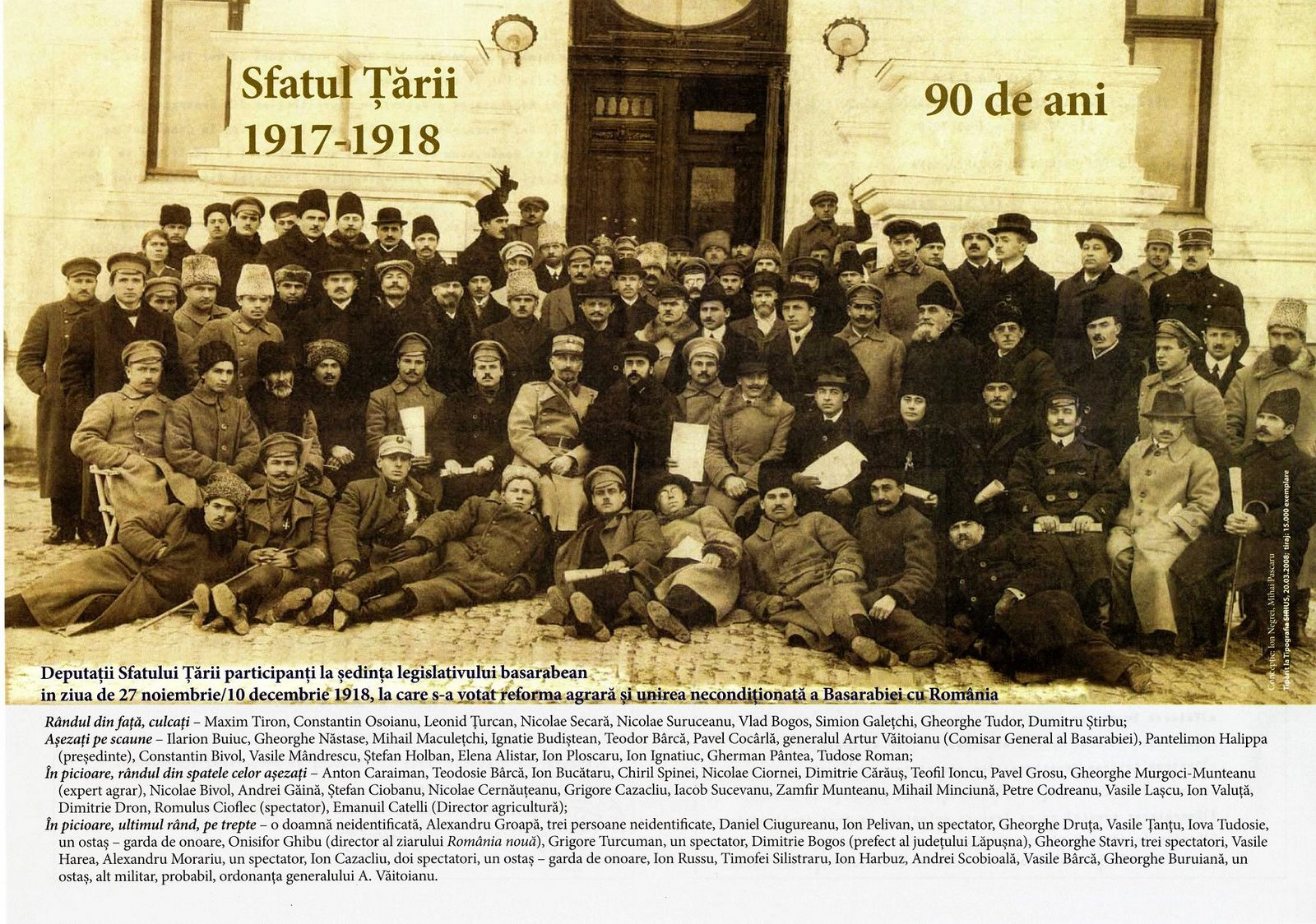
Сфатул Церій, грудень 1918 р.

Був обраний депутатом від Балтського повіту.
Він був одним із трьох осіб, хто на першому засіданні Сфатул Церій 21 листопада 1917 року зробили промову румунською мовою. Російською мовою виступили Рестул, Которос, Герман Пинтя, Коган, Надія Гринфельд.
Він пішов із завданням просити допомоги Румунії, але в училищі його зупинили представники Фронт-Відділу та з'єднання Рад Румунського фронту, Чорноморського флоту та Одеської області.
6 січня 1918 року було виявлено зв'язки Шанту з Трансільванським батальйоном, через що за наказом начальника Кишинівського гарнізону Левензона його притягнули під слідство і навіть хотіли заарештувати. Васіле Шанту вдалося втекти, сховався на ніч у курнику. Потім він зустрів Ґеорґе Буруяне, з яким прибув до Ясси, щоб прискорити допомогу Румунії.
Васіле був серед доповідачів на відкритті Народного університету 18 лютого 1918 року.
З 21 листопада 1917 р. по 27 листопада 1918 р. обирався депутатом. 27 березня він віддав свій голос за унію з Румунією.
Він був членом арбітражного комітету, а також комітету зі статутів і декларацій в рамках Ради.
Помер у лікарні в Яссах 30 січня 1937 року і похований на Центральному кладовищі в Кишиневі. Його син, будучи студентом, зазнав жорстокого поводження з боку НКВС одразу після 28 червня 1940 року.

## Подальше читання
- Cojocaru, Gheorghe E., Рада країни — маршрут, видавництво Civitas, Кишинів, 1998
- Колеснік, Юрі, Рада країни — енциклопедія, Видавництво Музею, Кишинів, 1998
- Кіріак, Александру, Малий словник членів Країнської Ради з Кишинева (21 листопада 1917 — 27 листопада 1918), у «Patrimoniu. Журнал історичної культури», Кишинів, № 4/1991